# Nahverkehrswagen-Prototypen von Linke-Hofmann-Busch
Die Nahverkehrswagen-Prototypen von Linke-Hofmann-Busch waren eine Reisezugwagen-Bauart der Deutschen Bundesbahn.

## Geschichte
Die Waggonfabriken Linke-Hofmann-Busch (heute Alstom Transport Deutschland) und Messerschmitt-Bölkow-Blohm bauten 1976 elf vom Bundesbahn-Zentralamt Minden entwickelte Prototypen eines neuen, niederflurigen Nahverkehrswagens. Dieser Typ sollte den ab 1958 in großen Stückzahlen gebauten n-Wagen nachfolgen, deren Komfort bereits in den 1970er Jahren als nicht mehr ausreichend angesehen wurde.
Die Prototypen unterschieden sich von den n-Wagen durch eine niedrigere Flurhöhe mit bequemeren Einstiegen, eine hochwertigere Inneneinrichtung mit größerem Sitzteiler, ein deutlich verbessertes Heizungs- und Belüftungskonzept und auch durch ein konstruktionsbedingt geringeres Gewicht. Die Inneneinrichtung kombinierte viele Elemente aus den wenige Jahre zuvor gebauten Dieseltriebwagen der Baureihen 614 und 628.0; zugleich wurden verschiedene Anordnungen erprobt.

### Konstruktion
Die zehn LHB-Wagen waren in Stahlbauweise, der MBB-Wagen in Aluminiumbauweise gefertigt. Die Beblechung der LHB-Wagen bestand aus gesicktem rostfreiem Edelstahl nach einer Lizenz der amerikanischen Budd Company. Neben der weiterentwickelten Leichtbauweise waren niedrigere Einstiege mit elektro-pneumatisch betätigten Doppelschwenkschiebetüren mit Klapptrittstufen, neue luftgefederte Drehgestelle Bauart LD 76, eine Luftheizung sowie deutlich komfortablere Sitze mit längerem Sitzteiler Merkmale der Prototypen. Dabei wurden verschiedene Sitztypen und Sitzanordnungen erprobt. Die Sitze im Steuerwagen im Abteil hinter dem Führerstand wurden später allerdings entfernt, die Wagen bekamen die neue Bauartbezeichnung BDnrzf.
Die Höhendifferenz zwischen dem niedrigeren Wagenboden und dem normalen Übergang wurde mit Rampen überwunden, die Wagen konnten so mit allen normalen Reisezugwagen gekuppelt werden. Alle Wagen verfügen über einen identischen Grundriss mit gleicher Lage der Einstiege; beim Steuerwagen fällt das Endabteil am Wagenende 2 um ein fiktives Abteil kürzer aus, um Platz für den geräumigen Führerraum zu haben. Der Steuerwagen besaß bereits den mit der Baureihe 111 eingeführten ergonomischen Einheitsführerstand. Die Wendezugsteuerung des geführten Triebfahrzeuges erfolgte über die damals noch übliche 36-polige konventionelle Wendezugsteuerung.
Eng mit den LHB-Nahverkehrsprototypen verwandt sind die anschließend für die S-Bahn-Netze Rhein-Ruhr und Nürnberg konstruierten x-Wagen. Neben der optischen und waggonbaulichen Ähnlichkeit wurden bei den x-Wagen die niedrige Flurhöhe, einige Elemente der Inneneinrichtung, die Luftheizung sowie mit wenigen Änderungen auch die Drehgestelle übernommen.

### Einsatz
Diese Fahrzeuge kamen nach Ablieferung und Abnahme zunächst fast ausschließlich im Nahverkehr des Großraums Hannover zum Einsatz. Befahren wurden dabei vorwiegend die Strecken des späteren Stadtexpress- und heutigen S-Bahn-Netzes; als Triebfahrzeug wurde meist die Baureihe 141 verwendet.
In einer Zeit, in der der Schienenpersonennahverkehr immer mehr unter Kostendruck geriet, waren die LHB-Nahverkehrswagen-Prototypen vergleichsweise teure Fahrzeuge, nicht zuletzt auch durch die gegenüber dem n-Wagen aufwändigere Inneneinrichtung und die mit 88 Plätzen um acht Plätze geringere Sitzplatzzahl. Eine Serienbeschaffung war der Bundesbahn daher zu teuer, so dass es bei dieser Vorserie blieb. Stattdessen wurden die n-Wagen noch bis 1980 in leicht verbesserter Ausführung weitergebaut.

### Umbau zum Intercity-Wendezug
Im Jahre 1988 wurde der erste Teil der Schnellfahrstrecke Hannover–Würzburg eröffnet und damit der gesamte Intercity-Verkehr in Deutschland neugeordnet. Die hessische Landeshauptstadt Wiesbaden wurde nach dem dann geltenden Fahrplansystem nicht mehr von Intercity-Zügen bedient. Die Anbindung allein mit Nahverkehrs- und S-Bahn-Zügen erschien der Landesregierung als nicht ausreichend und so wurde ein Pendelverkehr als Intercity-Linie 1a nach Frankfurt beziehungsweise Mainz durchgesetzt. Die Bundesbahn baute dafür einen Teil der LHB-Nahverkehrswagen-Prototypen zu Intercity-Wagen um, sodass zwei vollständige Intercity-Wendezüge zur Verfügung standen. Dies waren die ersten Wendezüge im Fernverkehr der Deutschen Bundesbahn überhaupt, denn die ersten serienmäßig umgebauten Fernverkehrssteuerwagen kamen erst 1995 mit den Interregio-Steuerwagen Bimdzf269 zum Einsatz.

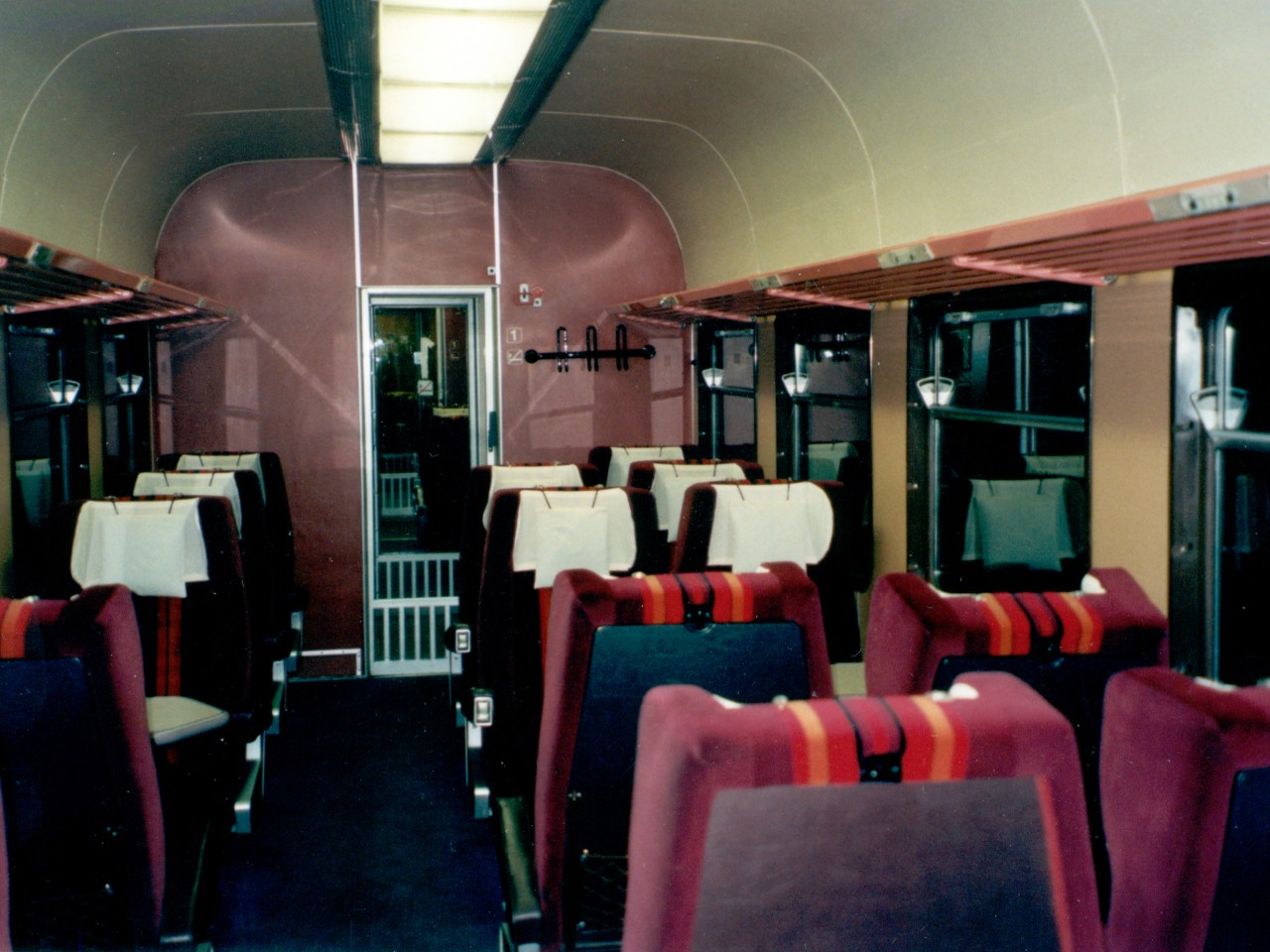
Inneneinrichtung des Azf ^{209} am 6. Mai 1998

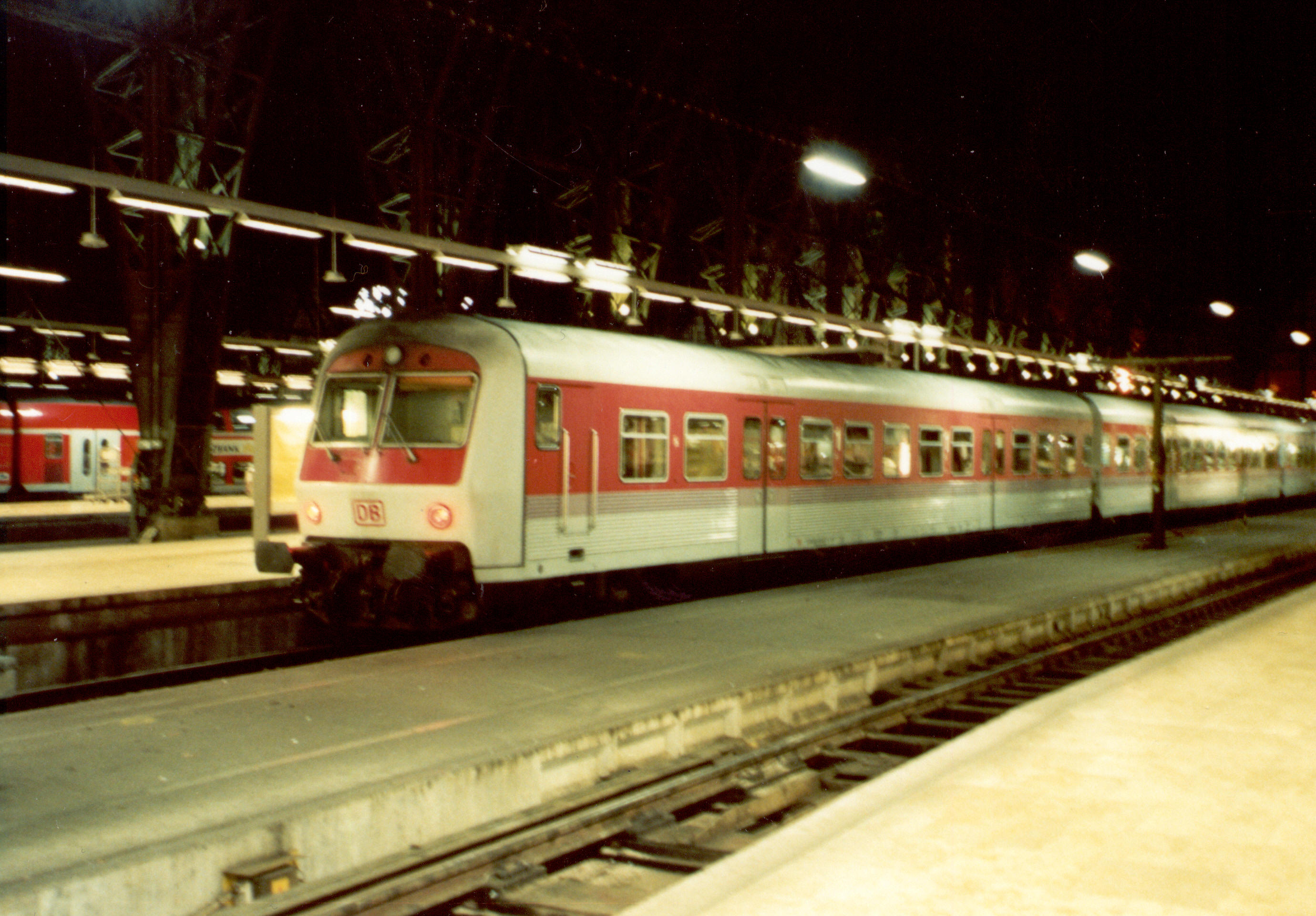
Umgebauter Azf ^{209} am 6. Mai 1998 in Frankfurt als IC 922 nach Düsseldorf Flughafen

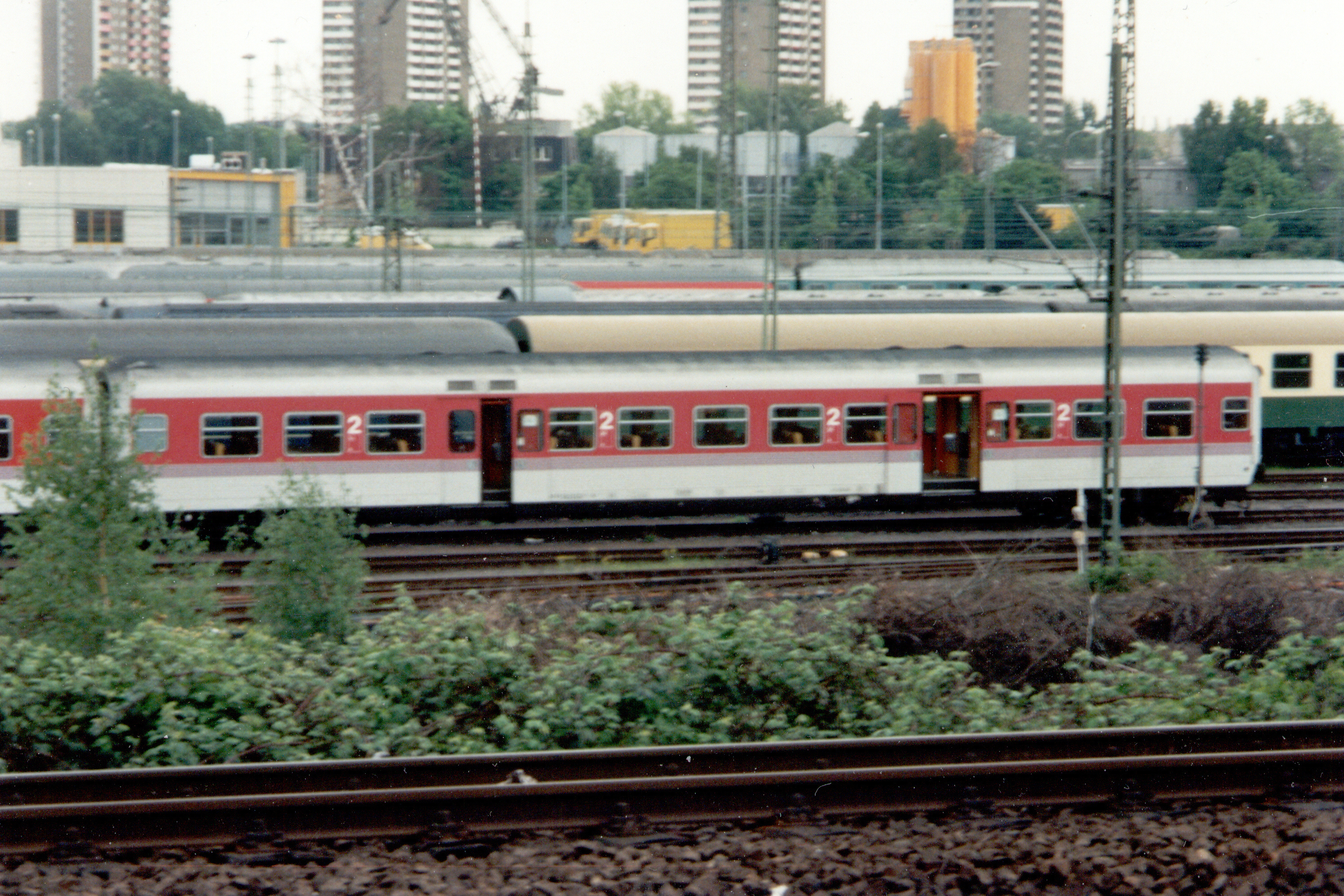
Umgebauter Bz ^{298} in der Abstellung Frankfurt (M) Hbf für den IC 922 nach Düsseldorf Flughafen

Die beiden Steuerwagen Bnrzf732 erhielten unter Beibehaltung der Großräume eine 1.-Klasse-Inneneinrichtung und wurden fortan als Apzf209 bezeichnet. Die zunächst zwei Bpzb298 entstanden aus je einem Bnrz726 und Bnrz727 und erhielten dabei die aus den Bpmz-Wagen bekannte Inneneinrichtung sowie eine Lackierung in den damaligen IC-Produktfarben der Deutschen Bundesbahn Orientrot, Pastellviolett und Lichtgrau. Parallel hierzu wurden vier in Frankfurt stationierte E-Loks der Baureihe 141 in Orientrot-Grau umlackiert (141 200, 230, 401 und 404), um mit den Wagen ein einheitliches Bild abgeben zu können. Zur Verstärkung wurde 1991 ein ABnrzb705 nach Wiesbaden umbeheimatet, der zuvor in Hannover ein Redesign mit neuen Sitzbezügen, aber ohne Umbau und Umlackierung erhalten hatte. Sein Einsatz währte jedoch nur ein Jahr. Den vollständigen Umbau bekamen dann 1993 aber nochmal drei Bnrz726, die dann wieder zu Bz298 wurden.
Mit den beiden Zwei-Wagen-Wendezügen wurde zunächst die „Wiesbaden-City“ genannte Pendelverbindung zwischen Wiesbaden und Mainz im Taktfahrplan als Intercity-Linie 1a bedient. Ab 1990 kamen noch nächtliche Tagesrandleistungen als Flughafenzubringer nach Ludwigshafen und Köln/Bonn Flughafen hinzu. Im Juni 1991 wurde das Konzept der Wiesbaden-City umgestellt. Fortan pendelte nur noch eine Garnitur als Linie IC 2a zwischen Wiesbaden und Mainz, die zweite Garnitur pendelte nun neu als Linie IC 1a „Airport-City“ zwischen Wiesbaden und Frankfurt (Main). Ab 1992 sollten beide Garnituren mit jeweils drei Wagen gefahren werden, die benötigten Wagen wurden jedoch erst am 14. Mai 1993 fertiggestellt, sodass Ersatzzüge oder Ersatzwagen an der Tagesordnung waren. Das nächtliche IC-Paar nach Köln/Bonn Flughafen wurde bis nach Düsseldorf-Flughafen Terminal verlängert und neu mit der Baureihe 111 bespannt, sodass die Wagen ihre zulässige Höchstgeschwindigkeit nun ausfahren konnten. Das IC-Paar nach Ludwigshafen wurde 1992 nach Karlsruhe und 1994 sogar bis nach Stuttgart verlängert. 1995 endeten sowohl die Pendelverkehre zwischen Wiesbaden und Frankfurt / Mainz als auch der nächtliche Einsatz nach Stuttgart. Das Zugpaar nach Düsseldorf fuhr zunächst für ein Jahr als Wendezug mit 5 LHB-Wagen, ab 1996 wurden dafür dann zwei Garnituren aus drei LHB-Wagen verwendet, wobei eine tagsüber in Düsseldorf stand. Zum Fahrplanwechsel Ende Mai 1998 wurden alle verbliebenen LHB-Wagen abgestellt und ausgemustert; damit endeten auch die letzten Einsätze.
Da die umgebauten Wagen erst verspätet fertiggestellt wurden, kamen noch bis März 1989 Ersatzgarnituren aus normalen Intercity-Wagen mit je einer Lok an beiden Zugenden zum Einsatz – ein Zustand, der auch später immer wieder auftreten sollte, denn durch ihren Prototypen-Status galten sie zeitlebens als Splittergattung. Die Ersatzteilhaltung wurde zuletzt zunehmend schwierig, und es war nicht immer möglich, die Wagen ausreichend verfügbar zu halten. Oft verkehrten auch gemischte Züge aus umgebauten zusammen mit (noch) nicht umgebauten LHB-Wagen oder meist modernisierten n-Wagen. Die Steuerwagen konnten in ihren letzten Einsatzjahren nur noch als „normale“ Wagen eingesetzt werden. Für das Verlassen des Flughafen-Terminals in Düsseldorf wurde daher eine Steuerwagen-Ersatzlok benötigt, meist wurde dafür eine Diesellok der Baureihe 212 verwendet, die den nicht mehr wendezugfähigen Zug dann aus dem Stumpfgleis herauszog.

### Verbleib
Die nicht umgebauten Wagen waren ab 1988 in Hannover mangels ihrer Steuerwagen nur noch Einzelgänger und konnten nicht mehr als vollständige Wendezüge eingesetzt werden. Der 50 80 30-75 002-2 wurde im Oktober 1991 noch nach Wiesbaden umbeheimatet, um den viel zu knappen Bestand der umgebauten Wagen zu unterstützen. Als 1993 noch drei weitere Wagen umgebaut wurden, wurden zugleich die vier verbliebenen, nicht umgebauten Wagen ausgemustert und bis 1998 verschrottet. Die zum „Wiesbaden-City“ umgebauten Wagen wurden nach ihrem Einsatzende 1998 zunächst in Frankfurt (Main) abgestellt. Nach und nach wurden die Wagen dann in verschiedene Richtungen abgefahren, die meisten wurden 1999 zunächst an die Connex Regiobahn GmbH verkauft; von dort aus fand zum Teil ein Weiterverkauf statt. Keiner der Wagen kam jemals wieder in den Einsatz.
Ein Bz298 steht heute im schleswig-holsteinischen Marne und dient als Versammlungsraum. Beide Azf209 standen noch lange im Netinera-Werk Neustrelitz und warteten auf ihre weitere Verwendung. Alle anderen umgebauten Wagen sind bis 2004, die beiden Steuerwagen dann im Juli 2018 verschrottet worden. Damit existiert nur noch der einzelne Wagen in Marne als letzter Vertreter dieser Serie.

## Übersicht
Es wurden folgende Wagen gebaut:
| Typ       | 1. Wagennummer    | Hersteller | Abnahme    | Umbau      | Ausmusterung | Verbleib                                                                                | Anmerkungen                                                    |
| --------- | ----------------- | ---------- | ---------- | ---------- | ------------ | --------------------------------------------------------------------------------------- | -------------------------------------------------------------- |
| ABnrzb705 | 50 80 30-75 001-4 | LHB        | 15.06.1976 | –          | 28.02.1993   | Verschrottet 03.1993                                                                    | Abteile in der 1. Klasse                                       |
| ABnrzb705 | 50 80 30-75 002-2 | LHB        | 01.10.1976 | –          | 31.03.1993   | Verschrottet 1993                                                                       | Abteile in der 1. Klasse. 10/1991 Umbeheimatet nach Wiesbaden. |
| ABnrzb706 | 50 80 30-75 999-9 | LHB        | 08.11.1976 | –          | 31.08.1993   | Verschrottet                                                                            | Großraum in der 1. Klasse                                      |
| Bnrzb726  | 50 80 21-75 002-3 | LHB        | 11.03.1976 | 14.05.1993 | 31.05.1998   | Verschrottet 2004                                                                       | Umbau in Bpzb298 (50 80 28-35 003-3)                           |
| Bnrzb726  | 50 80 21-75 003-1 | LHB        | 16.02.1976 | 25.01.1989 | 31.05.1998   | Verkauft, steht in Marne                                                                | Umbau in Bpzb298 (50 80 28-35 001-7)                           |
| Bnrzb726  | 50 80 21-75 004-9 | LHB        | 16.02.1976 | 14.05.1993 | 31.05.1998   | Verschrottet 2004                                                                       | Umbau in Bpzb298 (50 80 28-35 004-1)                           |
| Bnrzb726  | 50 80 21-75 005-6 | LHB        | 16.02.1976 | 14.05.1993 | 31.05.1998   | Verschrottet 2004                                                                       | Umbau in Bpzb298 (50 80 28-35 005-8)                           |
| Bnrzb727  | 50 80 21-75 999-0 | LHB        | 05.03.1976 | 25.01.1989 | 31.05.1998   | Verschrottet 2004                                                                       | Umbau in Bpzb298 (50 80 28-35 002-5)                           |
| Bnrzb731  | 50 80 21-75 001-5 | MBB        | 10.08.1976 | –          | 31.08.1993   | Verschrottet 1998                                                                       | Aluminiumbauweise, geänderte Seitenwände                       |
| Bnrzf732  | 50 80 20-75 001-6 | LHB        | 31.12.1976 | 25.01.1989 | 31.05.1998   | Verkauft Connex -> Vossloh -> VPS -> privat -> verschrottet 07/2018 Fa. Steil Espenhain | Steuerwagen; Umbau in Apzf209 (50 80 80-35 001-2)              |
| Bnrzf732  | 50 80 20-75 002-4 | LHB        | 01.10.1976 | 25.01.1989 | 31.05.1998   | Verkauft Connex -> Vossloh -> VPS -> privat -> verschrottet 07/2018 Fa. Steil Espenhain | Steuerwagen; Umbau in Apzf209 (50 80 80-35 002-0)              |

Die Wagengattungen wurden später geändert: Der Kennbuchstaben b wurde umdefiniert und entfiel ebenso wie der Kennbuchstabe p ersatzlos. Aus den (A)Bnrzb wurden daher (A)Bnrz und die Apzf / Bpzb hießen ab 1993 Azf / Bz.